# Mantella baroni
Mantella baroni es una especie de anfibio anuro de la familia Mantellidae.

## Distribución geográfica
Esta especie es endémica de Madagascar. Habita entre los 600 y los 1200 m de altitud en el municipio de Fierenana hasta el macizo de Andringitra.
Vive en bosques pantanosos, arroyos, bosques de bambú y en el borde del bosque. En el bosque denso, a menudo se encuentra cerca de los ríos pero también en cultivos de tala y quema.

## Descripción
Mantella baroni mide entre 22 y 30 mm.

## Etimología
Se le dio el nombre de su especie, baroni, en referencia a Richard Baron, quien trajo de vuelta el único espécimen descrito por Boulenger.

## Publicación original
- Boulenger, 1888 : Descriptions of new Reptiles and Batrachians from Madagascar. Annals and Magazine of Natural History, sér. 6, vol. 1, n.º 6, p. 101-107[6]